# Société Bach des Pays-Bas
La Société Bach des Pays-Bas ((nl) Nederlandse Bachvereniging)   est le plus ancien ensemble de musique baroque de ce pays. Il a été fondé en 1921 à Naarden pour interpréter la Passion selon saint Matthieu de Jean-Sébastien Bach chaque Vendredi saint, en l’ Église Saint-Vitus de Naarden, construite au XIVe siècle.
Depuis 1921, six directeurs artistiques se sont succédé. L'actuel est le violoniste japonais Shunsuke Sato (en), nommé en 2018.
Certaines années, l’interprétation de la Passion est dirigée par un chef invité.
En 2023, l’ensemble se compose de trente quatre musiciens et artistes vocaux
À la suite de la nomination de Jos van Veldhoven (de) au poste de directeur artistique, en 1983, il est décidé d’étendre le répertoire à d’autres œuvres de Jean–Sébastien, mais aussi à celles de ses fils et des autres  compositeurs de musique baroque des XVIIe et XVIIIe siècles, dont certains sont encore célèbres de nos jours, tandis que d'autres sont tombés dans l'oubli.
La réputation de l’ensemble ayant  dépassé la frontière, une soixantaine de concerts sont organisés chaque année, aux Pays-Bas et à l'étranger. Ceux-ci attirent des milliers de spectateurs.
L’année 2013 est particulièrement riche à double titre pour la Société Bach, qui lance deux projets importants:
- d’une part, la création de la «Young Bach Fellowship», programme d'enseignement destiné aux jeunes artistes âgés de moins de dix-huit ans souhaitant se perfectionner dans l'interprétation de la musique baroque;
- d’autre part, le lancement de «All of Bach» dans le cadre de la célébration du centenaire en 2021, dont le but est de réaliser des enregistrements vidéo des 1080 œuvres de J.S. Bach, lesquels seront mis en ligne gratuitement.

## Historique

### Création
L'ensemble musical Société Bach des Pays-Bas (Nederlandse Bachvereniging) est créé en 1921 à Naarden. Un des membres fondateurs, le chef d’orchestre Johan Schoonderbeek (nl), le dirige jusqu'à sa mort en 1927.
C’est le plus ancien orchestre de musique baroque des Pays-Bas, peut-être du monde. La première représentation de la Passion selon saint Matthieu a lieu le Vendredi saint 1922, le 14 avril. J. Schoonderbeek a souhaité que son interprétation soit plus courte que celle qui était traditionnellement donnée chaque année au Concertgebouw  d'Amsterdam sous la direction de Willem Mengelberg.

### Directeurs artistiques depuis 1921

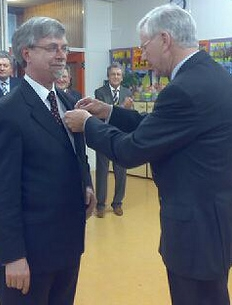
Jos van Veldhoven, directeur artistique de la Nederlandse Bachvereniging (Société Bach des Pays-Bas) de 1983 à 2018, reçoit la médaille d'or décernée par le Comité Bach, à l'occasion de la 55e représentation de la Passion selon saint Matthieu à Aardenburg en 2008.

Six directeurs artistiques se sont succédé depuis 1921 :
- Johan Schoonderbeek (nl) (1921-1927);
- Evert Cornelis (nl) (1927-1931) :

Evert Cornelis est par ailleurs chef titulaire de l' Orchestre symphonique d’Utrecht (nl). Tout comme son prédécesseur, il refuse, en 1928, d'exécuter la Passion selon Matthieu en version intégrale. Le conseil de la Société, après réflexion, décide de programmer celle de Saint Jean à la place.
- Anthon van der Horst (nl) (1931-1965) :

Anthon van der Horst est un organiste, professeur au Conservatoire d’Amsterdam et titulaire de l’orgue de l’église Saint-Vitus de Naarden. De 1931 jusqu'à sa mort en 1965, il organise régulièrement des représentations de la Passion selon saint Matthieu et de la Messe en si mineur qui attirent un public nombreux venu du monde entier. Il s’applique à respecter autant que possible les instructions et annotations de J.S Bach, travaillant à partir de photographies du manuscrit original, afin d'établir un lien direct avec le compositeur. Il adopte ainsi une attitude contraire  à celle de Willem Mengelberg, lequel, à la tête du Concertgebouw propose une version romantique de la Passion, chaque dimanche des Rameaux,;
- Charles de Wolff (nl) (1965-1983) :

Charles de Wolff succède à Van der Horst, son professeur et mentor. Il quitte la Société en 1983, pour créer le Bachkoor Holland (nl), chœur mixte néerlandais, spécialisé dans l’interprétation des œuvres chorales de J. S Bach;
- Jos van Veldhoven (1983-2018) :

Sa nomination marque le début d’une période de grands changements, tant au niveau du répertoire, que de la composition de l’ensemble (les détails en sont donnés dans la suite de l’article).
- Shunsuke Sato, (depuis 2018) :

Violoniste baroque  soliste, chambriste et professeur, il est le sixième à occuper le poste de directeur artistique depuis 1921.

### Chefs invités
Certaines années, depuis 1926, des chefs sont invités pour diriger la Passion, dont quelques uns l'ont été à plusieurs reprises.
En voici la liste chronologique jusqu’en 2021, :
Siegfried Ochs (1926 et 1927), Felix de Nobel (1958), Jos van Immerseel (1984), Ton Koopman (1985 et 1992), René Jacobs (1990), Philippe Herreweghe (1991), Iván Fischer (1994), Gustav Leonhardt (1995 et 2002), René Jacobs (1996), Sigiswald Kuijken, (1998), Hans-Christoph Rademann (en) (1999), Marcus Creed (2003), Masaaki Suzuki (2005), Richard Egarr (2007), Lars Ulrik Mortensen (2009), Konrad Junghänel (2011), René Jacobs (2021).

## Composition de l'ensemble
Depuis 1921, plusieurs dizaines d’artistes se sont succédé. En 1983, lorsque Charles de Wolff décide de quitter la Sociéte Bach pour fonder le Bachkoor Holland, presque tous les membres du chœur le suivent.
Son successeur Jos van Veldhoven reconstitue un chœur, puis fonde, en 1989, l'ensemble Cappella Figuralis, qui regroupe des solistes vocaux spécialisés dans le répertoire des XVIIe et XVIIIe siècles. Mais au fil des ans, la distinction entre solistes et chœur est de plus en plus restreinte, afin d'intensifier la clarté de l’interprétation. L’ensemble est dissous en 2005. Dès lors, même pour les grandes œuvres, comme la Passion, les solistes appuyés par les ripiénistes forment le chœur, la stricte  distinction entre les deux groupes ayant disparu.
En 2023, l’ensemble se compose de trente quatre musiciens et artistes vocaux, ainsi répartis :
- instrumentistes (23) :

- violon (7), alto (2), flûte traversière (2), hautbois (2), basson (1), trompette (2), contrebasse (1), théorbe (2), violoncelle (1), viole de gambe (1),clavecin (1), orgue (1);
- solistes vocaux (11) :

- soprano (3), alto (3), ténor (3), basse (2) , auxquels s’ajoutent les ripiénistes.

## Répertoire
À partir de 1983, Jos van Veldhoven élargit le répertoire à d’autres œuvres de J.S. Bach, mais également  à celles de ses fils et, plus généralement, à celles des compositeurs de musique baroque des XVIIe et XVIIIe siècles.
Certains d'entre eux sont passés à la postérité, comme: Buxtehude, Marc-Antoine Charpentier, Haendel,  Monteverdi, Schütz, Telemann; d'autres, célèbres en leur temps sont aujourd’hui oubliés: Carissimi , Grandi, de Koninck, les frères Virgilio et Domenico Mazzocchi, Padbrué, Ritter, Scheidt, Schein, Jan Pieterszoon Sweelinck et son fils fils Dirk , Weckmann.
De ce fait, la programmation ne se limite pas aux seules grandes œuvres baroques, mais permet également de découvrir de nombreuses compositions qui n'étaient plus jouées depuis des siècles, voire n'avaient jamais été interprétées en concert. Ces créations sont sources de découvertes tant pour les interprètes que pour le public.

## Concerts
La Société organise des tournées et se produit non seulement dans l'église historique de Naarden, mais aussi dans des salles de concerts aux Pays-Bas et à l'étranger: France, Italie, Espagne, Portugal, Allemagne, Pologne, Norvège, Japon, États-Unis. Chaque année elle donne plus de cinquante représentations qui attirent des milliers de spectateurs.

## Enseignement
En 2013, la Société Bach créé la Young Bach Fellowship. Il s’agit d’un projet de développement des talents, destiné aux jeunes  instrumentistes et artistes vocaux qui souhaitent se perfectionner dans l’interprétation de la musique baroque.
Au rythme d’une fois tous les deux ou trois ans, elle organise des épreuves d’évaluation (sorte de concours d’entrée) centrées sur l’interprétation de la musique de Bach. La limite d’âge est fixée à dix-huit ans.
Une fois admis, les jeunes artistes bénéficient d’un encadrement assuré par des professeurs confirmés, eux-mêmes membres de l’ensemble musical , qui les aident à devenir des musiciens et chanteurs professionnels.
La Société veut être la gardienne de la musique ancienne.

## L’intégrale Bach
En 2013, en préparation de la célébration du centenaire en 2021, la Société lance le projet  All of Bach, visant  à réaliser les enregistrements vidéo haute définition des 1080 œuvres de J.S Bach.
À fin 2022, 350 œuvres ont été enregistrées. Suivant les termes du projet, les enregistrements sont accessibles en ligne gratuitement.